# Willy Lorenz (Schriftsteller)
Willy Lorenz (* 15. Oktober 1914 in Wien; † 21. November 1995 ebenda) war ein österreichischer Schriftsteller, Journalist, Verleger, Historiker und Diplomat.

## Leben
Willy Lorenz studierte ab 1932 an den Universitäten Berlin, Prag und Wien (Dr. jur., Dr. phil.), unter anderem am Institut für österreichische Geschichtsforschung. Zwischen 1938 und 1945 beteiligte er sich am österreichischen Widerstand gegen den Nationalsozialismus (Nr. 1499 der Österr. Widerstandsbewegung). Ab 1946 war er Redakteur der katholischen Wochenzeitschrift Die Furche in Wien, von 1954 bis 1975 Generaldirektor des Herold-Verlages und Chefredakteur von Die Furche.
Von 1974 wurde Lorenz von Bundeskanzler Bruno Kreisky ins österreichische Außenministerium berufen und war bis 1984 als erster Presse- und Kulturattaché an der Österreichischen Botschaft in Prag tätig. In dieser Zeit setzte er sich stark für humanitäre Hilfsmaßnahmen, auch für politisch Verfolgte in der damaligen Tschechoslowakei ein und war Unterstützer der Charta 77.
In den 1970er Jahren war Willy Lorenz darüber hinaus Dozent für österreichische Geschichte an der Karl-Franzens-Universität Graz.
Willy Lorenz war mit Monika Stepan (1934–1994) verheiratet, der Tochter von Karl Maria Stepan. Er wurde am Hietzinger Friedhof bestattet.

## Auszeichnungen (Auszug)
- Komtur des päpstlichen Gregoriusordens
- Komtur des päpstlichen Silvesterordens
- Magistralritter des Souveränen Malteserordens
- Komtur mit Stern des Ritterordens vom Heiligen Grab zu Jerusalem
- Großes Ehrenzeichen für Verdienste um die Republik Österreich (1952)
- Ehrenkreuz für Wissenschaft und Kunst I. Klasse
- Großes Goldenes Ehrenzeichen für Verdienste um das Land Wien
- Großes Silbernes Ehrenzeichen für Verdienste um das Land Niederösterreich
- Greffier des Ordens vom Goldenen Vlies

## Veröffentlichungen
- „Die tschechischen Parteien im alten Österreich“, Univ.-Diss., Wien 1941
- „Ein Apostel der Humanität. Thomas Garrigue Massaryk und der Katholizismus“, in: „Stimmen der Zeit“, Freiburg im Breisgau 1952–1953, Bd. 18
- A.E.I.O.U. Allen Ernstes ist Österreich unersetzlich, Wien/München 1961 (drei Auflagen), Linz 1979 (vierte, erweiterte Auflage)
- Du bist doch in unserer Mitte, Wien 1962
- Monolog über Böhmen, Wien/München 1964
- Die Kreuzherren mit dem roten Stern, Königstein im Taunus 1964
- Petrus, der ewige Papst, Wien 1966
- Der Gentleman und der Christ. Über die Versuchungen des abendländischen Menschen, Wien 1967
- 60 Minuten Wiener Neustadt, 60 Minuten Weltgeschichte, Wien 1971
- Abschied von Böhmen, Wien/München 1973
- Franz Joseph in uns, Wien/München 1974
- Seitensprünge von der Autobahn: zwischen Wien und Salzburg, Fotografien: Eduard Hueber, Wien/München 1976
- Seitensprünge von der Autobahn: München – Oberbayern – Salzburg; München – Inntal – Brenner – Südtirol, Wien/München 1977
- Liebe zu Böhmen, Wien 1988
- „Wer war Thomas Garrigue Masaryk? Das Rätsel seiner Abstammung“, in: Forschungen zur Landes- und Kirchengeschichte, Graz 1988
- „Impressionen aus Prag“, Fotografien: Herbert Pirker, Innsbruck 1991